# Ichikawa, Chiba

Ichikawa (市川市 Ichikawa-shi?), este un municipiu din Japonia, prefectura Chiba.

## Personalități născute aici
- Peter Takeo Okada (1941 – 2020), prelat catolic;
- Michio Hoshino (1952 – 1996), fotograf;
- Taiji Sawada (1966 - 2011), muzician;
- Tomo Sakurai (n. 1971), actriță;
- Takayuki Chano (n. 1976), fotbalist;
- Ryoji Aikawa (n. 1976), jucător de baseball;
- Yuki Abe (n. 1981), fotbalist;
- Tao Okamoto (n. 1985), actriță;
- Atsuko Maeda (n. 1991), actriță, cântăreață.